# Granatspitze
Il Granatspitze (3.086 m s.l.m.) è una montagna del Gruppo del Granatspitze nelle Alpi dei Tauri occidentali. si trova sul confine tra il Tirolo ed il Salisburghese.

## Caratteristiche
È la montagna che dà il nome al gruppo nel quale è inserito, Gruppo del Granatspitze, pur non essendone la vetta più alta.